# Кастелнуово ди Вал ди Чечина
Кастелнуово ди Вал ди Чечина (итал. Castelnuovo di Val di Cecina) је насеље у Италији у округу Пиза, региону Тоскана.
Према процени из 2011. у насељу је живело 1528 становника. Насеље се налази на надморској висини од 554 м.

## Становништво
| 1936. | 1951. | 1961. | 1971. | 1981. | 1991. | 2001. | 2011. |
| ----- | ----- | ----- | ----- | ----- | ----- | ----- | ----- |
| 4.710 | 5.022 | 4.460 | 3.336 | 2.898 | 2.678 | 2.467 | 2.290 |